# Romet CRS-50
Romet CRS-50 – motorower enduro sprzedawany w Polsce pod marką Romet.

## Historia modelu
Produkcja odbywa się w chińskiej firmie Chuanli Motorcycle Manufacturing Co., Ltd w Taihozu. Bazuje on na modelu Longbo LB50Y-5.
Drogowa wersja motoroweru off road Romet CRS-50 malowana jest w kolorze czarnym z czerwonymi elementami zdobniczymi.
24 kwietnia 2008 roku podczas finałowej Gali XV edycji konkursu Dobry Wzór organizowanej przez Instytut Wzornictwa Przemysłowego firma Arkus & Romet Group otrzymała w kategorii wzorów przemysłowych w przestrzeni Sfera Publiczna wyróżnienia Dobry Wzór 2007 za modele Romet CRS-50 oraz Romet Ogar 900. 

## Dane techniczne
- Wymiary: 2090 mm x 800 mm x 1160 mm,
- Silnik: czterosuwowy, pionowy, jednocylindrowy, chłodzony powietrzem,
- Pojemność: 49,5 cm³,
- Moc maksymalna: 3,4 kW (4,8 KM) przy 7500 obr./min,
- Prędkość maksymalna: 80 (odblokowany) km/h,
- Zapłon: elektroniczny CDI,
- Rozruch: elektryczny, nożny,
- Przeniesienie napędu: łańcuch,
- Opony przód/tył: 2,75-18/3,00-18,
- Hamulec przód/tył: tarczowy/tarczowy,
- Amortyzator: centralny,
- Pojemność baku: 13 l,
- Masa własna pojazdu : 118 kg,
- Dopuszczalna ładowność: 150 kg,
- Amortyzator z tyłu: centralny.